# Захарьин, Борис Алексеевич
Борис Алексеевич Захарьин (род. 1 апреля 1942 года, Москва) — советский и российский индолог. Доктор филологических наук, профессор. Заслуженный профессор Московского университета

## Биография
Закончил филологическое отделение Института восточных языков при МГУ имени М. В. Ломоносова, специализировался на кашмирском языке.
В 1968 в Институте востоковедения АН СССР защитил диссертацию на соискание учёной степени кандидата филологических наук по теме «Фонологическая структура языка кашмири»
В 1983 защитил диссертацию на соискание учёной степени доктора филологических наук по теме «Система языка кашмири в типологическом освещении» (специальность 10.02.20 — «Сравнительно-историческое, типологическое и сопоставительное языкознание»).
В 1968—1973 работал научным сотрудником Института востоковедения АН СССР.
В 1973 году начал преподавать на кафедре индийской филологии ИСАА, с 1979 года заведующий кафедры индийской филологии ИСАА.
Супруга и сын также являются известными преподавателями.

## Публикации
- Захарьин Б. А., Эдельман Д. И. Язык кашмири. — М.: Наука. Главная редакция восточной литературы, 1971.
- Джатаки. Пер с пали Б. А. Захарьина. М. 1979.
- Повести о мудрости истинной и мнимой: Сборник / Пер. с пали А. В. Парибка, Б. А. Захарьина. — М.: «Художественная литература», 1989.
- Типология языков Южной Азии. Изд.2 2008.
- Теоретическая грамматика языков хинди и урду. Фонология, морфология глагола, синтаксис главных членов предложения. 2008